# Bucharest Tower Center
Le Bucharest Tower Center est un gratte-ciel situé à Bucarest, en Roumanie, construit en 2019. Il culmine à 106,3 mètres de hauteur pour 26 étages.
Il est actuellement le sixième plus haut bâtiment de Roumanie et le quatrième plus haut gratte-ciel de Roumanie.
La construction a duré de 2003 à 2007.